# Cerf aux abois
Cerf aux abois est un tableau du peintre français Alexandre-François Desportes réalisé en 1729. Cette huile sur toile est une peinture animalière qui représente un cerf attaqué par six chiens de chasse à l'orée d'un bois. Commande des Bâtiments du roi pour le nouveau cabinet aménagé pour Louis XV au troisième étage du château de Versailles, la peinture est conservée au musée de l'Histoire de France, à Versailles. Achetée de gré à gré à un particulier le 29 octobre 2007, elle avait préalablement été déclarée trésor national le 28 septembre 2004.

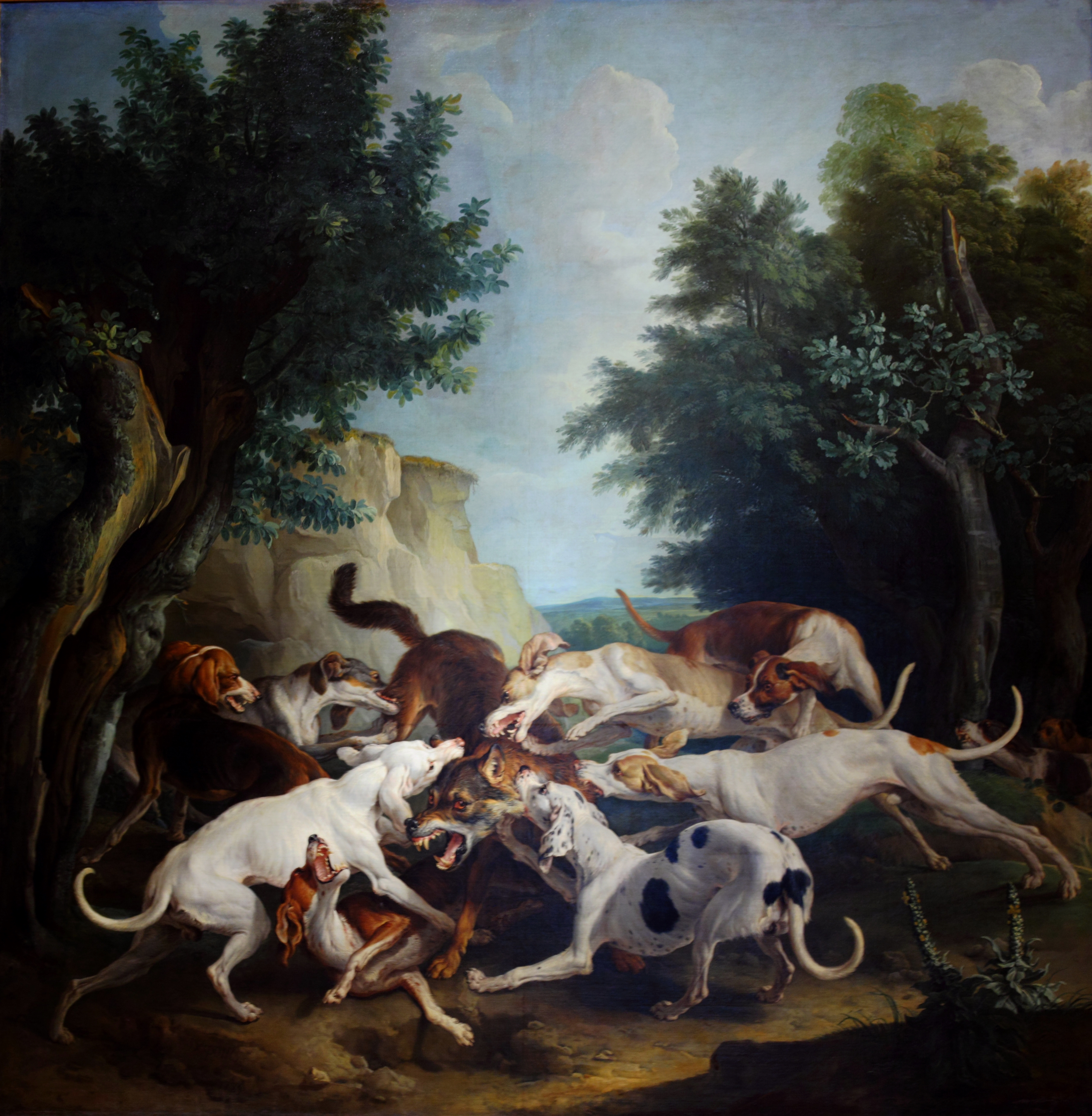
La Chasse au loup, 1725 – Musée des Beaux-Arts de Rennes, Rennes.